# Chris Moyles

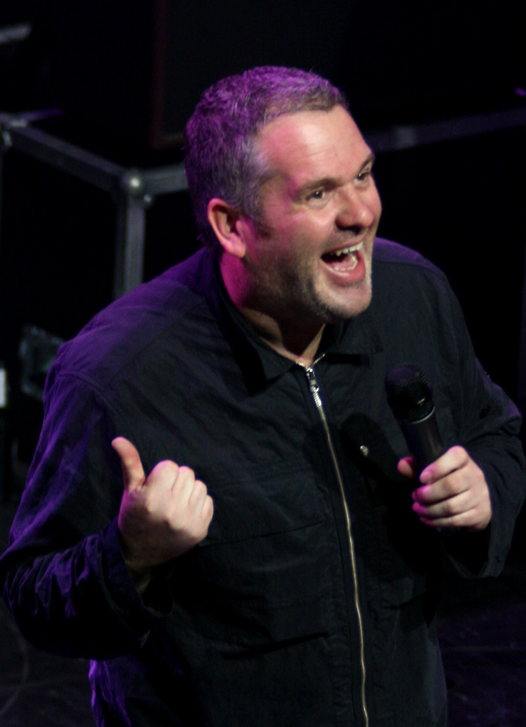
Chris Moyles

Christopher Moyles, född 22 februari 1974, är en engelsk programledare, författare och DJ, som presenterade det dagliga morgonprogrammet The Chris Moyles Show på BBC Radio 1 fram till 2012 (med start 2004) samt sin egen talkshow på tv-kanalen Channel 4, Chris Moyles' Quiz Night under 5 säsonger fram till 2012.
Han leder ett frukostprogram i Zoo-format på Radio X tillsammans med Dominic Byrne som nyhetsuppläsare och Pippa Taylor som producent.

## The Chris Moyles Show
The Chris Moyles Show var ett morgonprogram på nationella BBC Radio 1 i Storbritannien. Det första programmet sändes 5 januari 2004 när Chris Moyles blev stationens morgonpresentatör. Under åren 2004 till 2007 sändes programmet 6.55–10.00 varje vardag men sedan den 15 oktober 2007 var starttiden kl 6.30. Det sista programmet sändes fredagen den 14 september 2012.
Förutom Moyles själv hördes en rad återkommande personer i programmet. Comedy Dave (Dave Vitty) är den av Moyles kollegor som arbetat längst med honom, han blev även utnämnd till programmets "Director of Comedy", nyhetspresentatören Dominic Byrne, sportpresentatören Carrie Davis, producenten Rachel Jones och dagproducenten Aled Haydn Jones, även Moyles privata vänner "Longman" , "Rob DJ" , och barn-tv-presentatören Andi Peters och imitatören Jon Culshaw var återkommande personligheter.

## Bakgrund
Moyles föddes den 22 februari 1974 i Leeds. Hans radiokarriär inleddes när han som 14-åring fick jobb på ett sjukhus internradio. Han har arbetat på flera olika brittiska radiostationer fram till 1997 då han värvades till public service-stationen BBC Radio 1. Han fick efter ett par år på kanalen det prestigefyllda uppdraget att ta över morgonprogrammet från kompisen och DJ-kollegan Sara Cox. På kort tid lyckades Moyls attrahera hundratusentals nya unga lyssnare till programmet och belönades med flera utmärkelser för sina insater. Han kallas ibland för "The Saviour of Radio 1" just för att han lyckades vända stationens annars nedåtgående lyssnartrender.
Förutom sitt arbete inom radio har Moyles också ofta förekommit inom brittisk television med en rad olika framträdanden. Han har också skrivit två självbiografiska böcker, den första med titeln The Gospel According to Chris Moyles: The Story of One Man and his Mouth.

## Böcker
- Moyles, Chris (5 oktober 2006). The Gospel According to Chris Moyles. Ebury Press. ISBN 9780091914172
- Moyles, Chris (4 oktober 2007). The Difficult Second Book. Ebury Press. ISBN 9780091922429